# Suro
Suro – kecamatan w Indonezji, w prowincji Aceh, w kabupatenie Aceh Singkil. W 2019 roku był zamieszkiwany przez 8 854 osób.